# Naegleria fowleri
Naegleria fowleri (/nəˈɡlɪəriə/) còn được gọi là amip ăn não. Là một loại sinh vật đơn bào thuộc nhóm Excavata sinh sống tự do, thường được tìm thấy trong các khu vực nước ngọt ấm, chẳng hạn như ao, hồ, sông, suối nước nóng. Nó cũng được tìm thấy trong đất, gần khu nước thải ấm áp của các nhà máy công nghiệp, và bể bơi không xử lý bằng Clo trong một giai đoạn trùng roi Amip hoặc tạm thời.
Hiện nay, không có bằng chứng về việc loài này sinh sống trong nước biển. Mặc dù, Naegleria Fowleri không phải là một Amip hoàn toàn nhưng vi sinh vật này thường được quen gọi là Amip.

## Dạng tồn tại
Naegleria Fowleri có thể tồn tại trong tự nhiên ở 3 hình thái, nhờ sở hữu trên 15.700 gen mã hóa protein. Bình thường, chúng thường săn đuổi và ăn vi khuẩn giống như các loại Amip, hoặc cũng có thể chuyển sang dạng trùng roi để bơi đi tìm môi trường thuận lợi hơn; thậm chí "biến" thành dạng bào nang nếu gặp điều kiện khắc nghiệt. Chính vì khả năng biến hình linh hoạt này mà Naegleria Fowleri rất khó bị tiêu diệt, có thể tồn tại dai dẳng ở những nơi ấm và ẩm ướt.
Ở những vùng nhiệt đới có sự lưu hành của Amip và tỷ lệ dân số nhiễm Amip rất phổ biến. Khi ăn phải thức ăn, rau sống, tay bẩn có dính kén Amip, nó vào trong cơ thể xuống đến tận ruột già. Amip có thể sống ký sinh bất cứ bộ phận nào trong cơ thể, như trong ruột, gan, lách tạo thành các áp xe ở những vị trí này. Tại đây, nếu gặp điều kiện thuận lợi, ký sinh trùng phá vỡ vỏ chuyển thành thể Amip hoạt động, gây chứng lỵ, đau quặn, đi ngoài ra phân, máu... hoặc đơn giản bị rối loạn tiêu hóa. Đại đa số trở thành bệnh Amip ruột mãn tính nếu điều trị kịp thời, sẽ không nguy hiểm đến tính mạng.
Khi Amip chui lên não (trường hợp này rất hiếm) thì cực kỳ nguy hiểm vì sẽ gây áp xe não, viêm não, dẫn đến tử vong nhanh.

## Bệnh "Amip ăn não"
N. Fowleri có thể xâm nhập và tấn công hệ thống thần kinh của con người. Mặc dù điều này hiếm khi xảy ra nhưng những trường hợp nhiễm trùng như vậy gần như luôn luôn gây tử vong cho nạn nhân. Nếu bị nhiễm, nạn nhân chắc chắn sẽ bị viêm màng não. Tỷ lệ tử vong ước tính khoảng 98%. Chúng xâm nhập vào cơ thể người qua đường mũi, di chuyển theo các sợi thần kinh khứu giác thông qua sàn sọ để lên não. Điều nguy hiểm là Amip này có thể vượt qua mọi khâu lọc khử trùng, nhiễm vào hệ thống nước sinh hoạt của các gia đình. May mắn, Amip này không gây bệnh thông qua uống nước, trừ khi súc miệng mà nước nhiễm Amip xộc lên mũi. Amip Naegleria Fowleri sẽ sinh sôi rất nhanh, sau đó di chuyển lên não. Sau đó nó sẽ bắt đầu ăn các nơ-ron thần kinh, gây đau đầu khủng khiếp, sốt cao, ảo giác và thậm chí mất khả năng kiểm soát hành vi. Các nhà khoa học mô tả loại Amip này gây tử vong nhanh đến nỗi rất khó nghiên cứu chúng tại phòng thí nghiệm.

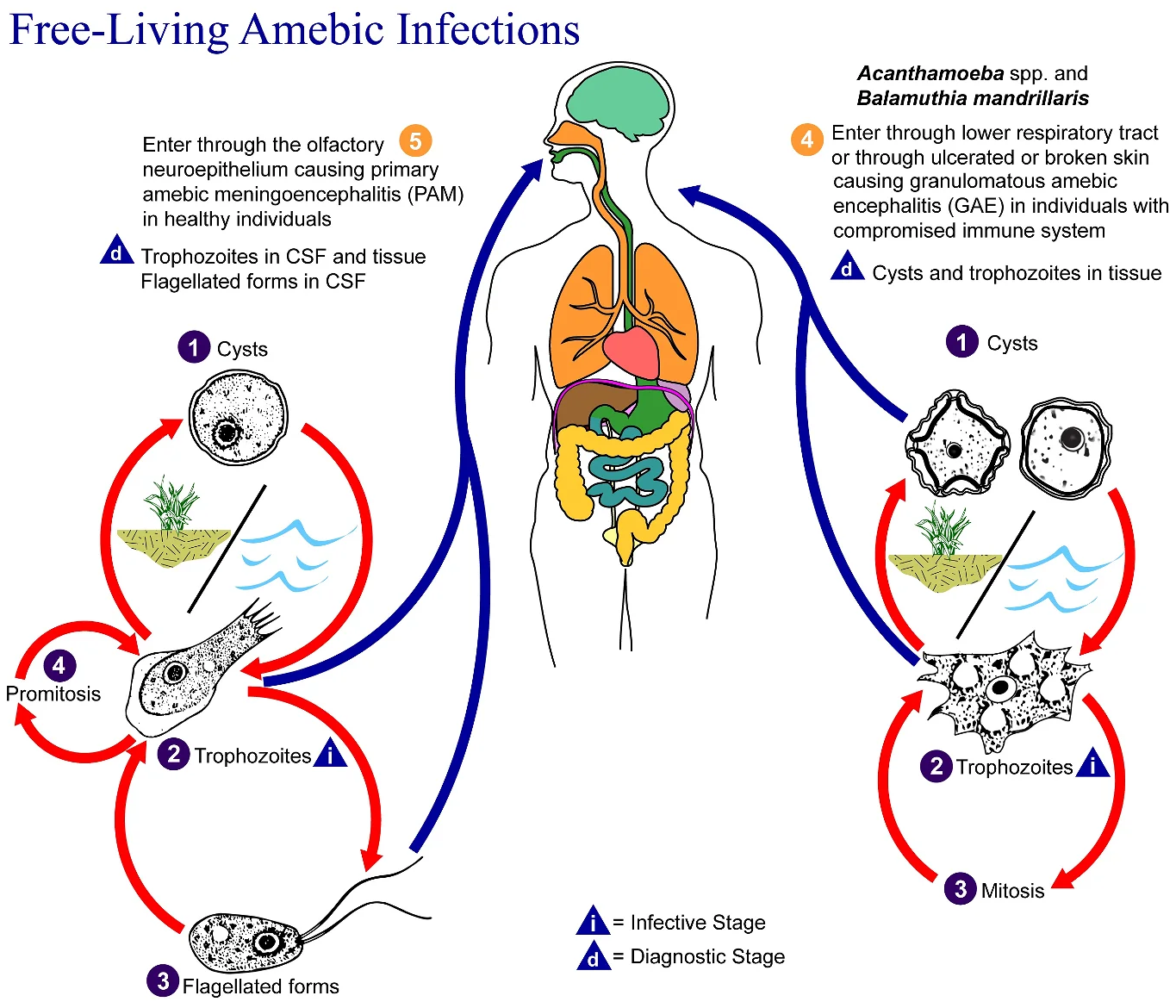
Vòng đời của "N. Fowleri "và các Amip sống tự do khác.

Các bác sĩ M. Fowler và R. F. Carter đã lần đầu mô tả bệnh ở người gây ra bởi amebo-flagellates ở Úc vào năm 1965.
Năm 1966, ông Fowler đặt tên cho loại Amip này là "Naegleria Fowleri". Cho đến nay, khoảng 150 ca bệnh đã được xác định trong nhiều quốc gia và chỉ có một ca được cứu sống vào năm 1978.

### Triệu chứng
Sau khi nhiễm "Amip ăn não người" 1-14 ngày, các triệu chứng khởi đầu của bệnh sẽ xuất hiện: nhức đầu, buồn nôn, sốt, cứng cổ, xuất hiện ảo giác, thậm chí mất khả năng kiểm soát hành vi. Các triệu chứng thứ phát có thể đi kèm như: lú lẫn, u ám, thiếu tập trung, cơn co giật. Sau đó, bệnh diễn tiến nhanh chóng và nguy cơ tử vong rất cao, thường xảy ra từ 7 đến 14 ngày sau khi mắc bệnh. Các triệu chứng ban đầu này dễ nhầm với viêm não do vi khuẩn hoặc vi rút nên việc chẩn đoán rất khó khăn.

### Các quốc gia từng ghi nhận các ca bệnh
- Mỹ: Giai đoạn năm 1937-2007 có 121 nạn nhân tử vong. Riêng từ năm 2001-2011 đã có 35 ca tử vong được báo cáo; trong đó đến 32 ca tiếp xúc với nguồn nước ở khu vui chơi giải trí.
- New Zealand: Năm 1968-1978 có 8 trường hợp tử vong sau khi các nạn nhân bơi trong một hồ nước ấm ở khu vực Waikato.
- Anh quốc: năm 1979, một bé gái bơi trong một hồ tắm La Mã ở thành phố Bath và năm ngày sau đó thì tử vong. Qua xét nghiệm, người ta thấy nước trong hồ có nhiễm Naegleria fowleri và từ đó hồ này bị đóng cửa.
- Pakistan: 2 bệnh nhân nam 39 tuổi và 54 tuổi tử vong vào năm 2010.
- Tiệp Khắc (cũ): năm 1962-1965 ghi nhận 16 người tử vong vì viêm não - màng não cấp sau khi tắm ở một hồ bơi trong nhà.
- Việt Nam: tháng 7 năm 2012, một thanh niên quê ở Phú Yên đã lặn để bắt trai ở một hồ lớn gần nhà. Sau đó, anh ta quay trở lại TP HCM để sinh sống và bị phát bệnh viêm não do nhiễm Amip ăn não.[8] Ngày 19 tháng 9 năm 2012, một bệnh nhi 6 tuổi tại TP. Hồ Chí Minh đã nhiễm Amip này. Ngày 31 tháng 5 năm 2024, một bé gái 10 tháng tuổi Tại Bến Tre phát hiện nhiễm Amip.

## Điều trị
- Phương pháp điều trị kháng sinh cốt lõi bao gồm thuốc kháng nấm amphotericin B, ức chế mầm bệnh bằng cách liên kết với sterol màng tế bào của nó, do đó dẫn đến phá vỡ màng tế bào và gây chết mầm bệnh; tuy nhiên, ngay cả với phương pháp điều trị này, tỷ lệ tử vong vẫn cao  lớn hơn 95%. Các phương pháp điều trị mới đang được tìm kiếm. Miltefosine, một loại thuốc trị ký sinh trùng ức chế mầm bệnh thông qua việc phá vỡ đường dẫn tín hiệu sinh tồn tế bào PI3K/Akt/mTOR, đã được sử dụng trong một số trường hợp với nhiều kết quả khác nhau.
- Một yếu tố quan trọng để điều trị hiệu quả là tốc độ chẩn đoán. PAM hiếm khi xảy ra và thường không được coi là một chẩn đoán có khả năng xảy ra;  do đó, việc xác định vi sinh vật trong phòng thí nghiệm lâm sàng có thể là lần đầu tiên căn nguyên amip được xem xét.  Việc xác định nhanh chóng có thể giúp tránh sự chậm trễ trong chẩn đoán và điều trị.  Nuôi cấy amip và nghiên cứu PCR thời gian thực đối với N. fowleri là phương pháp chẩn đoán PAM, tuy nhiên, chúng không có sẵn ở hầu hết các cơ sở và sẽ yêu cầu được thực hiện tại phòng thí nghiệm tham chiếu.  Thời gian xuất hiện của bệnh nhân cũng có thể ảnh hưởng đến việc xác định vi sinh vật vì PAM có thời gian ủ bệnh thay đổi, từ 1 đến 7 ngày.  Các dấu hiệu lâm sàng của PAM tương tự như viêm màng não do vi khuẩn và virus, bao gồm sốt, cứng cổ và nhức đầu dữ dội.  Các triệu chứng có thể tiến triển thành buồn nôn, nôn kéo dài và thậm chí là co giật.  Bệnh có thể tiến triển thành viêm màng não hoại tử xuất huyết cấp tính, có thể dẫn đến tử vong ngay sau 7–10 ngày.  Sự chậm trễ khác nhau trong điều trị có thể là thứ yếu do khoảng thời gian trong nhiều giai đoạn chăm sóc, bao gồm cả việc tiếp xúc với các triệu chứng;  đến điều trị tại cơ sở chăm sóc sức khỏe;  công việc chẩn đoán (chẩn đoán ban đầu về khả năng viêm màng não do vi khuẩn);  và cuối cùng, từ chẩn đoán đến bắt đầu điều trị được khuyến nghị.  Việc điều trị thành công PAM là một trường hợp hiếm gặp và chỉ có thể được thực hiện sau khi chẩn đoán chính xác, điều này dựa trên sự nhận biết nhanh chóng vi sinh vật của các nhà công nghệ y tế và nhà nghiên cứu bệnh học.  Điều quan trọng là các nhà công nghệ y tế phải liên tục đưa ra đánh giá CSF kịp thời, khám phá chẩn đoán PAM và tìm kiếm amip trong bối cảnh viêm màng não, đặc biệt là vào mùa hè.

## Sai lầm về amip ăn não
Nhiều người lầm tưởng hắt hơi có thể chữa trị amip ăn não. Tuy nhiên điều đó là Sai vì không thể tống nó ra ngoài bằng hắt hơi. Sử dụng máy rửa mũi cũng có thể bị nhiễm amip ăn não. Vì áp lực nước trong máy có thể làm amip ăn não chạy vào mũi. Tốt nhất là nên sử dụng nước cất và nước vô trùng để rửa mũi. 

## Cách phòng tránh
Khi đi bơi mà nhảy xuống nước tốt nhất là bịt mũi rồi nhảy. Vì có thể chặn amip ăn não xộc lên mũi. Đừng bao giờ đến kênh, rạch hay sông, hồ, ao hoặc suối. Vì ở đó có rất nhiều amip ăn não và Kí sinh trùng khác, chưa kể đến Virus, Vi khuẩn. Nếu muốn xuống đó, hãy trang bị kính, đồ bịt mũi và dụng cụ bơi khác. 